# Tiroteo de Virginia Tech (2011)
El tiroteo de Virginia Tech fue un atentado sucedido el 8 de diciembre del 2011 en la Universidad Estatal de Virginia. Los hechos ocurrieron cuando un joven de 22 años llamado Ross Truett Ashley que estaba en el estacionamiento de McComas Hall disparó y asesinó a Deriek Crouse (39), un policía que estaba cerca de él. Después de eso, el asesino se ocultó en otro estacionamiento llamado Cage pero allí la seguridad lo descubrió. El arma que portaba fue dejada en la escena. La alerta fue reportada a las 12:37pm.
Para la seguridad de los estudiantes, se bloquearon las puertas de las aulas a la 1:01pm. Luego, todos ellos fueron evacuados al Montgomery County a las 2:12pm y luego al campo de recreación Blacksburg, lugar donde se iba a planear una celebración en estos días. Todos los servicios de tránsito de Blacksburg fueron suspendidos por seguridad. La mayoría de los estudiantes en el momento del acto estaban adentro de la institución y estaban estudiando para sus exámenes finales del semestre. Debido a los tiroteos, los exámenes se reprogramaron. A las 4:31pm, se confirma que hubo una segunda víctima, fue el autor del tiroteo que tras cambiarse de ropa se suicidó en un estacionamiento cercano. Este hecho fue un agravante de los sucesos del 16 de abril de 2007, conocidos como la Masacre de Virginia Tech
Previamente, el 4 de agosto de ese año en aquella institución, se hizo una investigación policial de cinco horas sobre un supuesto tiroteo, pero la misma fue determinada como una "falsa alarma".